# 張愛雅
愛雅（1988年3月28日—），本名張宇慧，台灣女藝人，於2011年接受超過一年多矯正顎骨手術整容後，在2012年初改名為張艾亞復出，後再度改名為「愛雅」。 從台灣談話性節目《大學生了沒》出道。

## 個人生活

### 感情
與藝人許孟哲交往3年多，於2017年1月1日分手。

## 音樂作品
- 搶手貨
- 沼澤
- 一分鐘

## 影视作品

### 電視劇
| 年份   | 頻道                   | 劇名                    | 飾演          |
| ------ | ---------------------- | ----------------------- | ------------- |
| 2009年 | 台視主頻               | 那一年的幸福時光        | 艾亞          |
| 2012年 | MTV                    | PM10-AM03               | 喬妹          |
| 2013年 | 民視無線台             | 愛情ATM                 | 夏巧巧        |
| 2014年 | 三立都會台、東森綜合台 | 媽咪的男朋友            | 梁佳涼        |
| 2014年 | 樂視網                 | 天后之征                | 麗莎          |
| 2015年 | 三立台灣台             | 甘味人生                | Angel(女明星) |
| 2016年 | PPTV                   | 我喜歡你，你知道嗎？    | 陸娜          |
| 2017年 | 三分超微劇             | 不做不愛之失控記憶      | 臨天海        |
| 2018年 | 台視                   | 情·份                   | 張麗淑(年輕)  |
| 2021年 | TVBS歡樂台             | 機智校園生活            | 阿喜          |
| 2022年 | TVBS歡樂台             | 機智校園生活-青春萬歲   | 阿喜          |
| 2022年 | TVBS歡樂台             | 機智校園生活-必勝高三生 | 阿喜          |
| 2022年 | TVBS歡樂台             | 機智校園生活-青春向前衝 | 阿喜          |

## 主持
| 日期       | 電視台           | 節目         | 備註                                   |
| ---------- | ---------------- | ------------ | -------------------------------------- |
| 2014年10月 | 緯來             | 來自星星的事 | 兇宅女王、恐怖小鎮、詭醫生單元助理主持 |
| 2015年     | 愛爾達電視       | 地球的慶典   | 中華電信MOD                            |
| 2017年6月  | UP直播           | 女神情報局   | 每星期三晚上9點直播                    |
| 2017年10月 | LIVE ME 臉書直播 | 毛起來呷     | 每星期五中午12:30直播                  |

事業
愛雅辣呦 品牌創辦人
活動演唱
- 雲林三校聖誔晚會
- 雲林縣跨年晚會
- 新龍之谷嘉年華會開場
- 長榮航空尾牙

## 活動主持
- 奇異果嘉年華記者會
- 品木宣言活動記者會
- 諾頓記者會
- 施華洛世奇秋冬牛仔時尚記者會
- 友達電子尾牙主持
- 中華汽車尾牙主持
- 保誠人壽晚會
- 家庭傳媒集團尾牙主持
- HONDA經銷商晚宴主持
- 日本JINS吕牌活動主持

## 書籍作品
- 搶手貨

## 廣告代言
- LG lollipop手機
- 三星手機
- Dr.O迷人魔法43纖腿霜
- 決戰神魔（手遊）